# Odontogryllus niger
Odontogryllus niger är en insektsart som beskrevs av Giglio-tos 1898. Odontogryllus niger ingår i släktet Odontogryllus och familjen syrsor. Inga underarter finns listade i Catalogue of Life.